# غرور و تعصب (مجموعه تلویزیونی)
غرور و تعصب (انگلیسی: Pride and Prejudice) یک مجموعه تلویزیونی بر اساس رمانی با همین نام نوشتهٔ جین آستن است. فیلم‌نامهٔ این مجموعه توسط دالی آلدرتون نوشته شده و کارگردانی آن را یوروس لین بر عهده دارد. این مجموعه برای پلتفرم نتفلیکس تولید می‌شود.

## بازیگران
- اما کورین در نقش الیزابت بنت
- جک لودن در نقش آقای دارسی
- الیویا کلمن در نقش خانم بنت
- روفس سوئل در نقش آقای بنت
- فریا میور در نقش جین بنت
- هوپی پریش در نقش مری بنت
- هالی ایوری در نقش کاترین «کیتی» بنت
- ریا نوروود در نقش لیدیا بنت
- دریل مک‌کورمک در نقش آقای چارلز بینگلی
- سیه‌نا کلی در نقش کارولین بینگلی
- لوئیس پارتریج در نقش آقای جرج ویکهام
- جیمی دمتریو در نقش آقای ویلیام کالینز
- فیونا شو در نقش لیدی کاترین دو بورگ
- آنجانا واسان در نقش خانم گاردینر
- سباستین ارمستو در نقش آقای گاردینر
- رزی کاوالیرو در نقش لیدی لوکاس
- جاستین ادواردز در نقش سر ویلیام لوکاس
- سفران کومبر در نقش خانم هرست
- جیمز درایدن در نقش آقای هرست
- جیمز نورث‌کوت در نقش کولونل فارستر
- الوئیز وب در نقش هریت فارستر
- ایزابلا سرمون در نقش جورجیانا دارسی

## تولید
در اکتبر ۲۰۲۴ گزارش شد که دالی آلدرتون در حال اقتباس رمان غرور و تعصب نوشتهٔ جین آستن در سال ۱۸۱۳ برای سرویس پخش نتفلیکس است. این اقتباس با دیدگاهی «پیشرو» توصیف شده است.
در آوریل ۲۰۲۵، گزارش شد که جک لودن برای نقش آقای دارسی در مذاکرات قرار دارد. روز بعد، اما کورین و الیویا کلمن به همراه او به جمع بازیگران پیوستند و یوروس لین به عنوان کارگردان مجموعه معرفی شد.
در ژوئیه ۲۰۲۵، حضور روفس سوئل، لوئیس پارتریج، جیمی دمتریو، فیونا شو و دریل مک‌کورمک در جمع بازیگران تأیید شد. تهیه‌کنندگان اجرایی این پروژه شامل ویل جانستون و لوئیس ماتر برای لوک‌اوت پوینت، کورین، آلدرتون، لین و لورا لنکستر هستند. لیزا آزبورن نیز به عنوان تهیه‌کننده فعالیت می‌کند.
فیلمبرداری اصلی در بریتانیا از ژوئیه ۲۰۲۵ آغاز شد و همان ماه تصاویر اولیه‌ای از فیلمبرداری منتشر گردید.